# Киенис, Эдгарс Янович
Эдгарс Янович Киенис (латыш. Edgars Ķienis; 5 апреля 1930 года, Приекуле, Латвия — 14 марта 2017 год, село Вайнёде, Латвия) — советский латвийский партийный и хозяйственный деятель, свинарь совхоза «Вайноде» Лиепайского района Латвийской ССР. Герой Социалистического Труда (1971). Член ЦК Компартии Латвии.

## Биография
Родился году в рабочей семье в городе Приекуле, Латвия. После получения начального образования трудился пастухом у зажиточных крестьян. С 1945 года работал на различных предприятиях Лиепайского района. С 1951 по 1954 года проходил срочную службу в Советской Армии. С 1954 года продолжил трудиться на предприятиях Лиепайского района, с 1957 года — строитель в Лиепае. Член КПСС.
С 1961 года трудился свинарём в колхозе «Вайноде» Лиепайского района. Добился высоких трудовых результатов в свиноводстве. В 1966 году занял первое место в районном социалистическом соревновании среди свиноводов Лиепайского района, вырастив 3421 поросят общим весом 3185 центнеров. В 1969 году вырастил 3622 поросёнка общим весом 4131 центнера. За высокие трудовые результаты удостоен почётного звания «Ударник коммунистического труда». Досрочно выполнил личное социалистическое обязательство и плановые задания Восьмой пятилетки (1966—1970) по свиноводству. Указом Президиума Верховного Совета СССР от 8 апреля 1971 года удостоен звания Героя Социалистического Труда «за выдающиеся успехи, достигнутые в развитии сельскохозяйственного производства и выполнении пятилетнего плана продажи государству продуктов земледелия и животноводства» с вручением ордена Ленина и золотой медали Серп и Молот.
Избирался членом ЦК Компартии Латвии (1966—1971), членом Лиепайского райкома Компартии Латвии, делегатом XX (1966) и XXI (1971) съездов Компартии Латвии.
Трудился в колхозе до выхода на пенсию.
Скончался в марте 2017 года в селе Вайнёде. Похоронен на местном сельском кладбище.
Награды и звания
- Герой Социалистического Труда
- Орден Ленина
- Орден Трудового Красного Знамени (01.10.1965).
- В 1967 году его имя было занесено в республиканскую Книгу почёта.